# 通賈市鎮
42°19′N 26°29′E / 42.317°N 26.483°E

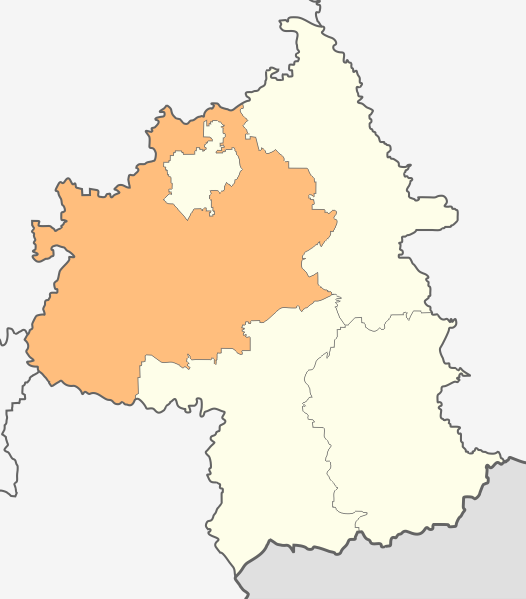

通賈市，是保加利亞的城鎮，位於該國東南部，由揚博爾州負責管轄，首府設於揚博爾，面積1,218.88平方公里，2011年人口24,155，人口密度每平方公里19.8人。